# ČSSD – Česká suverenita sociální demokracie
ČSSD – Česká suverenita sociální demokracie (zkratka ČSSD; dříve též Suverenita – Blok Jany Bobošíkové, Česká Suverenita a Volný blok) je česká levicová sociálnědemokratická politická strana. Zaregistrována byla 21. ledna 2011 a ustavující sjezd se konal 4. června téhož roku v Praze. Strana vznikla po politickém rozchodu Jany Bobošíkové s Petrem Hannigem, se kterým spolupracovala v letech 2002–2010 jako předsedkyně své strany Politika 21 v rámci jeho strany Suverenita – Strana zdravého rozumu; právě Bobošíková stranu spoluzaložila. Předsedou strany je od roku 2024 bývalý předseda vlády Jiří Paroubek.

## Ideologie
V roce 2011 strana vznikla jako pravicově populistická strana a profilovala se pravicově. Od roku 2023 se strana hlásí k sociální demokracii, prosazuje boj proti korupci, omezení byrokracie, silným prvkem v programu je rovněž omezení imigrace, odpor vůči přijetí eura a euroskepticismus, členství ČR v EU i paktu NATO však respektuje. Podle spoluzakladatelky Jany Bobošíkové strana zastává protiextremistické a protineonacistické postoje; během předsednictvi Jany Bobošíkové někteří z politiků a politologů stranu definovali jako výrazně nacionální a populistickou. Od roku 2024 se strana pod vedením předsedy Jiřího Paroubka profiluje jako levicová. Během působení volebního lídra Lubomíra Volného působila na krajně pravicové pozici a zastávala některé extremistické postoje.

## Historie strany

### Suverenita – Blok Jany Bobošíkové
Strana vznikla v lednu 2011 pod názvem Suverenita – Blok Jany Bobošíkové. Její spoluzakladatelkou a první předsedkyní byla moderátorka Jana Bobošíková.

#### Doplňovací volby do Senátu Parlamentu České republiky 2011
V doplňovacích volbách do Senátu v roce 2011, ve kterých se obsazovalo v Kladně místo po zemřelém senátorovi Jiřím Dienstbierovi, kandidovala Jana Bobošíková. Ani v těchto volbách Bobošíková se ziskem 7,29 % hlasů neuspěla a nepostoupila ani do druhého kola.
V polovině roku 2013 se spekulovalo o tom, že by se strana stala základem pro další působení bývalého prezidenta Václava Klause ve vysoké politice. V tomto ohledu si měla změnit název, mohla se dále nazývat Suverenita Václava Klause nebo Suverenita a prosperita – Klausovci. Další zvažovanou variantou bylo SUPR Klausovci. Klaus se však nakonec rozhodl ve volbách nekandidovat a „klausovské síly“ se koncentrovaly ve straně Hlavu vzhůru – volební blok.

#### Volby do Poslanecké sněmovny Parlamentu České republiky 2013
Ve volbách do Poslanecké sněmovny v roce 2013 členové strany kandidovali na kandidátkách strany Hlavu vzhůru – volební blok. Společně obdrželi 21 241 hlasů (0,42 %) a nezískali tak žádný mandát.

### Česká Suverenita
V lednu 2014 se předsedkyní strany stala její spoluzakladatelka a dosavadní statutární místopředsedkyně Jana Volfová, bývalá poslankyně za Českou stranu sociálně demokratickou, a strana změnila svůj název na Česká Suverenita.

#### Volby do Evropského parlamentu v Česku 2014
Strana se zúčastnila voleb do Evropského parlamentu v roce 2014. Lídryní kandidátky byla Jana Volfová. V těchto volbách strana obdržela 2 086 hlasů (0,13 %) a nezískala tak žádný mandát.

#### Volby do Poslanecké sněmovny Parlamentu České republiky 2017
Ve volbách do Poslanecké sněmovny v roce 2017 členové strany kandidovali na kandidátkách strany Blok proti islamizaci – Obrana domova. Společně obdrželi 5 077 hlasů (0,10 %) a nezískali tak žádný mandát.

#### Volby do Senátu Parlamentu České republiky 2018
Ve volbách do Senátu v roce 2018 kandidoval za Českou Suverenitu bývalý hejtman Středočeského kraje David Rath. V obvodu 29 – Litoměřice získal 4,97 % hlasů.

#### Volby do Evropského parlamentu v Česku 2019
Strana se zúčastnila voleb do Evropského parlamentu v roce 2019. Lídrem kandidátky byl David Rath. V těchto volbách obdržela 2 609 hlasů (0,11 %) a nezískala tak žádný mandát.

### Volný blok

#### Volby do Poslanecké sněmovny Parlamentu České republiky 2021
V roce 2021 do strany vstoupili poslanci Lubomír Volný a Marian Bojko, kteří byli do sněmovny zvoleni v říjnu 2017 na kandidátce SPD. Volný se následně stal volebním lídrem strany, která změnila svůj název na Volný blok.
Před změnou názvu na Volný blok měla strana zhruba 80 členů, po změně názvu na jaře 2021 došlo k náboru členů a přibylo jich dalších 300 až 350.
Strana v červnu téhož roku oznámila zájem účastnit se voleb do Poslanecké sněmovny v roce 2021. Zájem kandidovat za Volný blok oznámili například Jana Bobošíková, Hana Lipovská, Ilona Csáková a Roman Horký. V těchto volbách obdržel Volný blok 71 587 hlasů (1,33 %) a nezískal tak žádný mandát.

### Opět Česká Suverenita
Po volbách do Poslanecké sněmovny se strana přejmenovala zpět na Česká Suverenita a odštěpily se od ní dvě strany, Volný blok a DOMOV, která vznikla přejmenováním starší strany Institut.

#### Volby do zastupitelstev obcí v Česku 2022
V červnu 2022 strana oznámila vznik koalice se stranami Rozumní a DOMOV pro volby do zastupitelstev obcí v roce 2022 v Praze, a předsedu strany DOMOV Davida Tygra Ploce jako kandidáta na primátora.

#### Volba prezidenta České republiky 2023
V prezidentských volbách v roce 2023 strana podporovala kandidáta hnutí ANO Andreje Babiše.

### ČSSD – Česká suverenita sociální demokracie
V červnu 2023 došlo k další změně názvu strany, kterou iniciovala předsedkyně Jana Volfová poté, co si Česká strana sociálně demokratická (do června 2023 ČSSD) změnila název na prosté Sociální demokracie se zkratkou SOCDEM. Tím se uvolnila zkratka ČSSD, kterou nechala Volfová na ministerstvu vnitra obratem zaregistrovat. Zároveň se prodloužil název strany tak, aby odpovídal písmenům zkratky, a to na název ČSSD – Česká suverenita sociální demokracie.
Volfová k přejmenování uvedla následující: Vyhodili ji, že jim kazí výsledky a že ji nechtějí. Jako starého psa. A já toho psa vzala, vykoupala a stále ho považuji za dobrého přítele. Podle Volfové má značka na politické scéně žít i nadále.
Předseda SOCDEM Michal Šmarda přitom na sjezdu konaném o dva týdny dříve, na němž ke změně názvu strany došlo, uvedl, že zkratku ČSSD žádné uskupení nevezme a doplnil, že strana má situaci právně ošetřenou. Ministerstvo vnitra uvedlo, že ze zákona nemělo jinou možnost než zkratku zaregistrovat, neboť zákon o sdružování politických stran nic podobného nezakazuje. Šmarda uvedl, že se strana SOCDEM bude bránit právní cestou. Volfová naopak uvedla, že zvažuje podání žaloby na ochranu osobnosti kvůli Šmardovým výrokům, ve kterých uvedl, že Volfová značku ČSSD ukradla.
V únoru 2024 do strany vstoupil bývalý předseda vlády Jiří Paroubek, který byl krátce po svém vstupu zároveň nominován na předsedu strany. Tím se stal na sjezdu strany ještě v témže měsíci. Bývalý prezident Miloš Zeman, který byl na sjezd pozván jako čestný host, členy strany označil jako dědice kdysi velké strany.
V témže roce získala také strana poprvé krajské zastoupení, když do ní přešli tři zastupitelé Moravskoslezského kraje původně zvolení za SPD. Strana získala také 3 nezávislé zastupitele, bývalého senátora Jana Žaloudíka v Jihomoravském kraji, Elvíru Hahnovou v Ústeckém kraji a Petra Sojku v Jihočeském kraji. Do strany vstoupily také některé postavy původní ČSSD, například bývalý poslanec Petr Benda, bývalý senátor Petr Gawlas, nebo bývalý hejtman Libereckého kraje Stanislav Eichler.

#### Volby do Evropského parlamentu v Česku 2024
V březnu 2024 bylo oznámeno, že se strana zúčastní voleb do Evropského parlamentu v roce 2024 a lídrem kandidátky bude Jiří Paroubek. Na dalších místech se objevili např. místopředseda strany a bývalý senátor Petr Gawlas, bývalý hejtman Libereckého kraje Stanislav Eichler, bývalý senátor Vladimír Dryml, předseda Českého svazu bojovníků za svobodu Jaroslav Vodička nebo koordinátor iniciativy Ne základnám Leoš Valigurský. Strana kandidovala v koalici s hnutím Směr Česká republika a stranou DOMOV. Strana získala celkem 7 579 hlasů, což odpovídá 0,25 %.

#### Volby do zastupitelstev krajů v Česku 2024
V krajských volbách v roce 2024 strana ve většině krajů kandidovala v rámci koalice Stačilo!, v Moravskoslezském kraji kandidovala v koalici se stranou DOMOV a s podporou Strany soukromníků České republiky. ČSSD získala dva zastupitele, jeden mandát obdržel místopředseda strany Pavel Havránek ve Středočeském kraji a druhý obhájil Jan Žaloudík v Jihomoravském kraji.

#### Volby do Poslanecké sněmovny Parlamentu České republiky 2025
V lednu 2025 ČSSD neúspěšně jednala o společné kandidatuře ve sněmovních volbách v roce 2025 s hnutím Stačilo!

## Vedení strany
- Předseda:
  - Jana Bobošíková (2011–2013)
  - Jana Volfová (2014–2024)
  - Jiří Paroubek (2024–dosud)
- Statutární místopředseda:
  - Jana Volfová (2011–2014)
  - Zdeněk Pavlíček (2014–2018)
  - Pavel Havránek (2018–2024)
  - Jana Volfová (2024–dosud)
- Místopředsedové:
  - Marie Paukejová (2011–2014)
  - Eva Morávková (2011–2014)
  - Zdeněk Pavlíček (2011–2014)
  - Václav Musílek (2011–2014)
  - Petra Bártová (2014–2018)
  - Vladislav Nechvátal (2014–2018)
  - Miroslav Jindrák (2014–2018)
  - Petr Gawlas (2024–dosud)
  - Petr Benda (2024–dosud)
  - Pavel Havránek (2024–dosud)[53]

## Vývoj názvu
- SUVERENITA – Blok Jany Bobošíkové (SBB), 24. ledna 2011 – 27. ledna 2014
- Česká Suverenita (ČS), 27. ledna 2014 – 5. února 2021
- VOLNÝ blok – Česká suverenita (VOLNÝ blok), 5. února 2021 – 23. dubna 2021
- VOLNÝ blok (Volný blok), 23. dubna 2021 – 26. ledna 2022
- Česká Suverenita (Suverenita), 26. ledna 2022 – 29. června 2023
- ČSSD – Česká suverenita sociální demokracie (ČSSD), od 29. června 2023[53]

## Loga strany

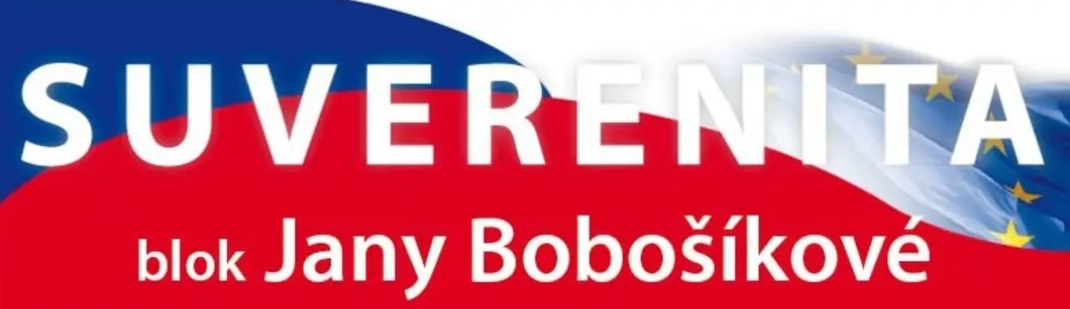
Logo v letech 2011–2014
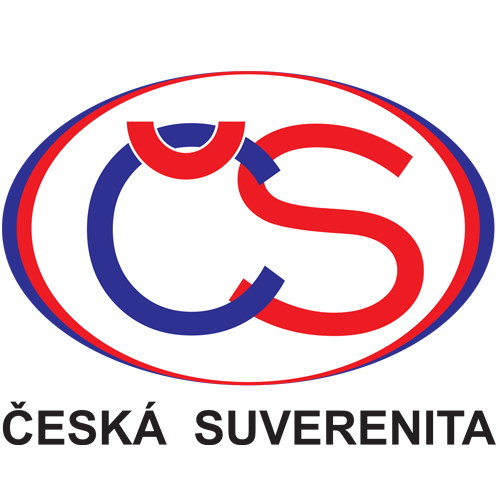
Logo v letech 2014–2018
Logo v letech 2021–2022
Logo v letech 2018–2021 a opět 2022–2023
Logo od roku 2023